# Szokolya-hegy (Erdőhorváti)
A Szokolya nevű vulkanikus eredetű hegy a Zempléni-hegységben található, pontosabban Erdőhorváti területén, Erdőhorváti és Erdőbénye között. Magassága: 610,5 méter. A  Tokaj-Hegyaljai borvidék részét képezi. 
A hegy légvonalban mindössze 3,8 km-re fekszik Erdőhorváti központjától, míg Erdőbénye központjától 4,8 km távolságra. 
A Szokolya nevét a szlovák "sokol" szóból eredeztetik, ami magyarul sólymot jelent. A név valószínűleg a hegy közelében fészkelő sólymokról származik. A XIX-XX. században valószínűleg az Erdőhorváti szlovák és/vagy ruszin nemzetiségtől kapta ezt a megnevezést. Fontos megjegyezni, hogy könnyen összetéveszthető az Erdőbénye nyugati határában található, alacsonyabb Szokolya hegyével.

## Közeli települések, és hegyek
Tolcsva 5,5 km-re, Olaszliszka 7,5 km-re, Komlóska 7,5 km-re, Szerencs 20,5 km-re, Sárospatak 13,7 km-re, Tokaj, 21,5 km-re.
Az Erdőhorváti Páca-tető 1,28 km-re, a Fekete-hegy 5,9 km-re, a Pusztavár 5,2 km-re, a Tér-hegy 2,9-km-re található.

## Vörösobszidián-lelőhely
A gyűjtők a vöröses-barnás színű obszidián „legnevezetesebb lelhelye”-ként említik Erdőhorvátit, ahol a Szokolya-hegy egykori riolitos vulkáni komplexumának (Erdőhorváti - Erdőbénye kaldera) keleti oldalán lévő előhegyeken fordul elő ez a nagyon ritka kőzetféleség, amit a gyűjtők a kuriózum kuriózumának is neveznek.